# Аед Шкотски
Аед Шкотски (енгл. Áed of the White Flowers, гелски Áed mac Cináeda, владао 877-878), четврти краљ Шкотске.

## Историја
Рођен је као Аед Мекенет (дословно Аед, син Кенетов), као млађи син првог шкотског краља, Кенета Мекалпина. У тек формираној шкотској краљевини (све до Малколма III) власт није преносила по наслеђу, већ избором међу члановима краљевске породице од стране водећих великаша, заснованим углавном на ратничким заслугама и популарности кандидата. Тако је Аед наследио старијег брата Константина I, који је 877. погинуо у борби против Викинга. Читава његова владавина протекла је у борби против паганских Викинга (Данаца), који су се управо у то време учврстили у суседној Нортамбрији и Ирској и борили се за превласт над Енглеском са Алфредом Великим (871-899), краљем Весекса. Погинуо је већ 878. године у борби против Викинга, после кратке владавине од само годину дана и сахрањен је у манастиру Јона. Наследио га је сестрић, Еоха.